# Callicoon (New York)
Callicoon est une town du comté de Sullivan, dans l'État de New York, aux États-Unis.  

## Géographie
La population de Callicoon est de 2 989 habitants selon le recensement de 2020.